# Toul Tom Pong-markt
De Toul Tom Pong markt in het Chamkarmon District van Phnom Penh (Cambodja), ook wel Russische markt genoemd, is vooral bekend vanwege de wilde westen sfeer die hier heerst en de verkrijgbaarheid van vele kunstvoorwerpen, zowel legaal als illegaal. Ook is het een belangrijke zijdemarkt. De markt is geheel overdekt en er wordt betaald in dollars.
In de jaren tachtig was het een markt waar de Russen graag kwamen. Sommige winkeliers spreken nog steeds een beetje Russisch.